# Dresden (Tennessee)
Dresden è un comune degli Stati Uniti d'America, situato nello Stato del Tennessee, nella Contea di Weakley, della quale è il capoluogo.